# Sommer-OL 1988
Sommer-OL i 1988 i Seoul (17. september – 2. oktober) undgik næsten af blive ramt af boykot – bortset fra at Cuba og Etiopien udeblev. 
Men politik blev desværre erstattet af dopingskandaler og det endda i OL's mest prestigefyldt disciplin – 100 meter-løb. Ben Johnson fra Canada vandt over sin ærkerival Carl Lewis og slog samtidig verdensrekorden i 9,79 sekunder. Tre dage senere blev han taget for doping. Det var starten på mange år med dopingskandaler.
Med den stigende mediedækning fulgte flere og større stjerner. Florence Griffith-Joyner (USA) vandt tre guld- og en sølvmedalje i atletik, bl.a. med en verdensrekord i 200 m.
Tennis blev endnu en gang en officiel disciplin, og Steffi Graf blev hidtil den eneste tennisspiller, som har vundet den såkaldte Golden Slam, dvs. at have vundet alle fire Grand Slam-turneringer samt OL-guld inden for samme år.
Mark Spitz' rekord i poolen var lige ved at blive slået af to forskellige svømmere. Østtyskeren Kristin Otto vandt seks guld, mens amerikaneren Matt Biondi vandt fem guld, en sølv og en bronze.
Taekwondo var med for første gang som demonstrationssport, og Danmark udmærkede sig med to medaljer – guld og sølv. Seoul blev det sidste OL for legenden Paul Elvstrøm. Sejlsportskonkurrencerne blev afholdt i Pusan.

## Danske deltagere
- 60 mænd
- 22 kvinder

## Danske medaljer i Seoul 1988
Guld
- Dan Frost, (Cykling, pointløb)
- Jørgen Bojsen-Møller og Christian Grønborg, (Flying Dutchman)
- Derudover vandt Annemette Christensen guld i taekwondo i vægtklassen feather. Taekwondo var med som demonstrationssport

Sølv
- Benny Leo Nielsen, (Svømning, 200 m butterfly)
- Derudover vandt Karin Schwartz sølv i taekwondo i vægtklassen light. Taekwondo var med som demonstrationssport

Bronze
- Jesper Bank, Jan Dupont Mathiasen og Steen Klaaborg Secher, (Soling)